# Regeringen Donald Tusk I
Regeringen Donald Tusk I var Polens regering mellan den 16 november 2007 och den 18 november 2011. Den utsågs av dåvarande President Lech Kaczyński den 16 november 2007 och klarade förtroendeomröstningen den 24 november 2007. Regeringen leddes av Donald Tusk från partiet Medborgarplattformen och han ledde en koalitionsregering mellan liberalkonservativa Medborgarplattformen (PO) och agrariska Polska folkpartiet (PSL). Regeringen efterträddes av Donald Tusks andra regering.

## Teckenförklaring
|  | Medborgarplattformen |
|  | Polska folkpartiet   |
|  | Oberoende            |

## Ministrar

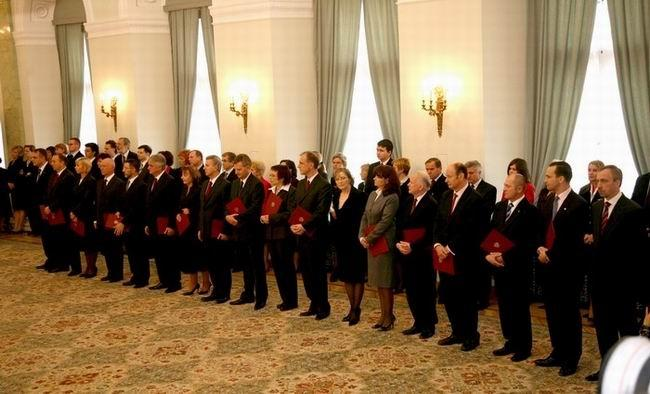
Regeringen Donald Tusk

| Regeringen Donald Tusk                             | Regeringen Donald Tusk | Regeringen Donald Tusk      | Regeringen Donald Tusk  |
| Ämbete                                             | Minister               | Minister                    | Period                  |
| -------------------------------------------------- | ---------------------- | --------------------------- | ----------------------- |
| Premiärminister                                    |                        | Donald Tusk                 | 16.11.2007 - 18.11.2011 |
|                                                    |                        |                             |                         |
| Vice premiärminister                               |                        | Grzegorz Schetyna           | 16.11.2007 - 13.10.2009 |
|                                                    |                        | Waldemar Pawlak             | 16.11.2007 - 18.11.2011 |
|                                                    |                        |                             |                         |
| Minister för jordbruk och landsbygdsutveckling     |                        | Marek Sawicki               | 16.11.2007 - 18.11.2011 |
| Minister för kultur och nationellt kulturarv       |                        | Bogdan Zdrojewski           | 16.11.2007 - 18.11.2011 |
| Minister för ekonomin                              |                        | Waldemar Pawlak             | 16.11.2007 - 18.11.2011 |
| Minister för miljön                                |                        | Maciej Nowicki              | 16.11.2007 - 01.02.2010 |
|                                                    |                        | Andrzej Kraszewski          | 02.02.2010 - 18.11.2011 |
| Finansminister                                     |                        | Jan Vincent-Rostowski       | 16.11.2007 - 18.11.2011 |
| Utrikesminister                                    |                        | Radosław Sikorski           | 16.11.2007 - 18.11.2011 |
| Hälsovårdsminister                                 |                        | Ewa Kopacz                  | 16.11.2007 - 07.11.2011 |
|                                                    |                        | Donald Tusk (tillförordnad) | 07.11.2011 - 18.11.2011 |
| Infrastrukturminister                              |                        | Cezary Grabarczyk           | 16.11.2007 - 07.11.2011 |
|                                                    |                        | Donald Tusk (tillförordnad) | 07.11.2011 - 18.11.2011 |
| Inrikes- och administrationsminister               |                        | Grzegorz Schetyna           | 16.11.2007 - 13.10.2009 |
|                                                    |                        | Jerzy Miller                | 14.10.2009 - 18.11.2011 |
| Justitieminister                                   |                        | Zbigniew Ćwiąkalski         | 16.11.2007 - 21.01.2009 |
|                                                    |                        | Andrzej Czuma               | 23.01.2009 - 13.10.2009 |
|                                                    |                        | Krzysztof Kwiatkowski       | 14.10.2009 - 18.11.2011 |
| Arbetsmarknads- och socialminister                 |                        | Jolanta Fedak               | 16.11.2007 - 18.11.2011 |
| Försvarsminister                                   |                        | Bogdan Klich                | 16.11.2007 - 02.08.2011 |
|                                                    |                        | Tomasz Siemoniak            | 02.08.2011 - 18.11.2011 |
| Utbildningsminister                                |                        | Katarzyna Hall              | 16.11.2007 - 18.11.2011 |
| Minister för regional utveckling                   |                        | Elżbieta Bieńkowska         | 16.11.2007 - 18.11.2011 |
| Minister för vetenskap och högre utbildning        |                        | Barbara Kudrycka            | 16.11.2007 - 18.11.2011 |
| Sport- och turismminister                          |                        | Mirosław Drzewiecki         | 16.11.2007 - 13.10.2009 |
|                                                    |                        | Adam Giersz                 | 14.10.2009 - 18.11.2011 |
| Minister för statskontoret                         |                        | Aleksander Grad             | 16.11.2007 - 18.11.2011 |
| Minister utan portfölj                             |                        | Zbigniew Derdziuk           | 16.11.2007 - 13.01.2009 |
|                                                    |                        | Michał Boni                 | 15.01.2009 - 18.11.2011 |
|                                                    |                        |                             |                         |
| Ordförande för kommittén för Europeisk integration |                        | Donald Tusk                 | 16.11.2007 - 31.12.2009 |
| Ordförande för kommittén för Europeiska affärer    |                        | Radosław Sikorski           | 01.01.2010 - 18.11.2011 |
| Statsåklagare                                      |                        | Zbigniew Ćwiąkalski         | 16.11.2007 - 21.01.2009 |
|                                                    |                        | Andrzej Czuma               | 23.01.2009 - 13.10.2009 |
|                                                    |                        | Krzysztof Kwiatkowski       | 14.10.2009 - 30.03.2010 |